# Pretzsch (Meineweh)
Pretzsch ist ein Ortsteil der Gemeinde Meineweh im Burgenlandkreis in Sachsen-Anhalt.

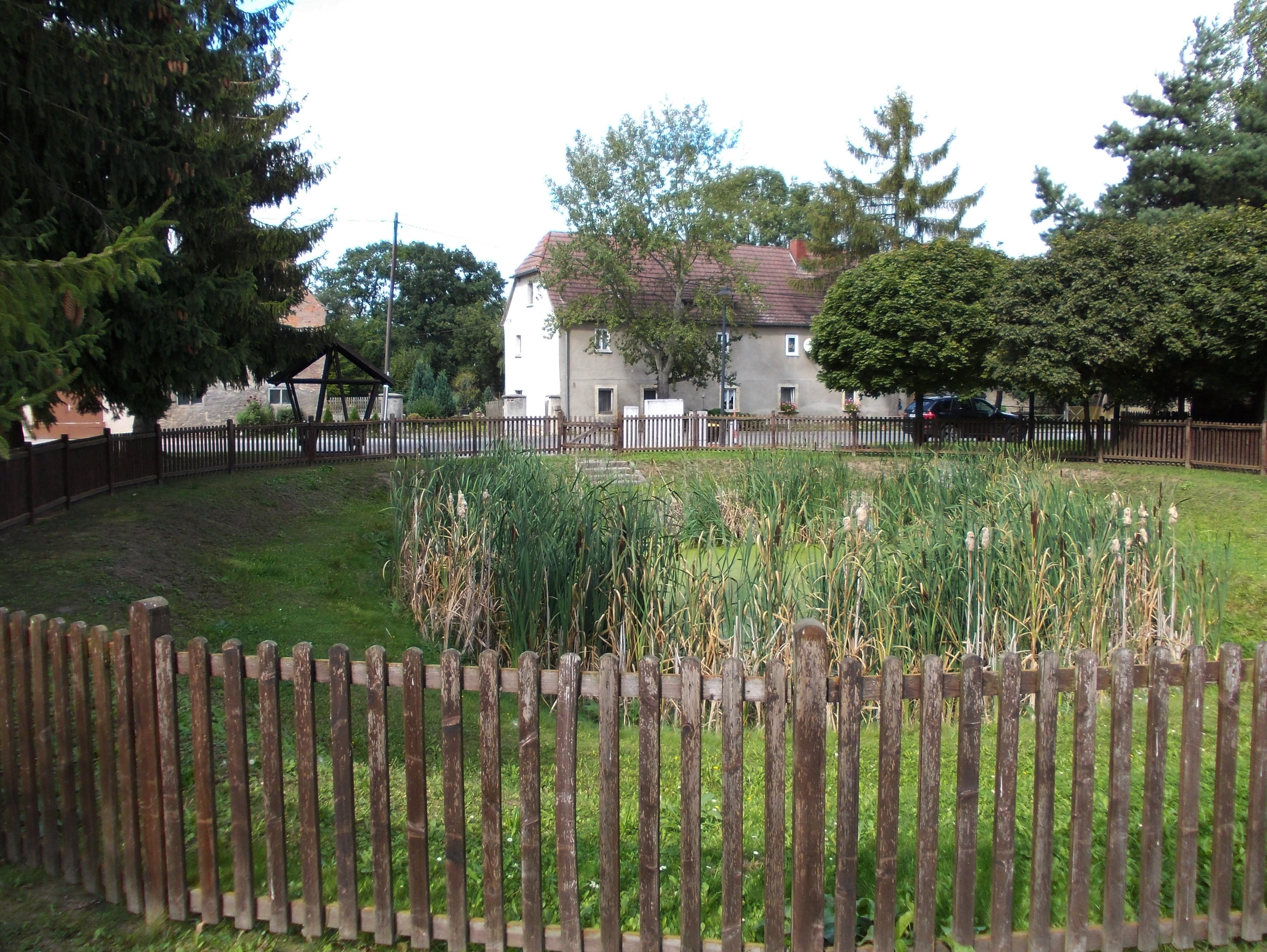
Am Teich in Pretzsch

## Geografie

### Geografische Lage
Pretzsch liegt etwa 13 km südöstlich von Naumburg (Saale).

## Geschichte
Pretzsch wurde 1140 erstmals urkundlich erwähnt. In dem Ort existierte ein Rittergut, dem auch die Dörfer Gieckau und seit dem 17. Jahrhundert Corseburg unterstanden. Bezüglich zentraler Wasserversorgung sowie Schul- und Postwesen war Pretzsch lange eng mit Stößen verbunden. Das Dorf gehörte bis 1994 dem Kreis Hohenmölsen an. In der DDR trug es die Gemeindenummer 081711.
Zum Unterschied zu gleichnamigen Orten fand bis zur frühen Neuzeit die Bezeichnung Pritzschenpretzsch Verwendung.
Am 1. Januar 2010 schlossen sich die bis dahin selbstständigen Gemeinden Pretzsch, Meineweh und Unterkaka zur neuen Gemeinde Anhalt Süd zusammen.

## Wirtschaft und Infrastruktur

### Verkehr
Pretzsch liegt direkt im Kreuzungsbereich der Bundesautobahn 9 (Anschlussstelle Osterfeld) und der Bundesstraße 180.

## Persönlichkeiten
- Edith Bergner (* 1917 in Pretzsch; † 1998 in Halle/Saale), Schriftstellerin